# Махонін Сергій Нестерович
Сергій Нестерович Махонін (1900, село Мокроє Курської губернії, тепер Курської області, Російська Федерація — 7 липня 1980, Харків) — радянський військово-технічний інженер, машинобудівник, директор Харківського заводу транспортного машинобудування. Член ЦК КПУ в 1949—1952 р.

## Біографія
Народився в селянській родині.
Член ВКП(б) з 1920 року.
Освіта вища. У 1929 році закінчив Військово-технічну академію імені Дзержинського у місті Ленінграді.
У 1929—1938 роках — конструктор, начальник відділу технічного контролю, начальник дизельного відділу, у 1938—1939 роках — начальник механоскладального цеху, заступник головного інженера, у 1939—1941 роках — головний інженер, заступник директора Харківського паровозобудівного заводу № 183 імені Комінтерну (заводу транспортного машинобудування). Очолював спеціальну дільницю із складання і випробування танків. Літом 1941 року евакуйований спочатку у місто Нижній Тагіл, потім у Челябінськ.
У листопаді 1941—1947 роках — головний інженер, заступник директора Кіровського заводу у місті Челябінську РРФСР. Літом 1942 року виконував обов'язки директора Челябінського Кіровського заводу.
У 1947—1949 роках — директор Харківського паровозобудівного заводу № 75 (заводу транспортного машинобудування).
У 1949—1953 роках — заступник міністра транспортного машинобудування СРСР.
У 1955—1957 роках — заступник міністра транспортного машинобудування СРСР.
У 1958—1965 роках — заступник голови Державного комітету Ради Міністрів СРСР з оборонної техніки.
Потім — на пенсії у місті Москві.

## Звання
- генерал-майор інженерно-танкової служби (21.01.1945)
- генерал-лейтенант інженерно-танкової служби

## Нагороди
- два ордени Леніна
- три ордени Трудового Червоного Прапора
- орден Червоного Прапора
- орден Вітчизняної війни 1-го ст.
- орден Кутузова 1-го ст.
- два ордени Червоної Зірки
- лауреат двох Сталінських премій СРСР (1943, 1944)
- медалі